# هارباجان سینگ (بازیکن بسکتبال)
هارباجان سینگ (انگلیسی: Harbhajan Singh؛ زادهٔ ۱۲ آوریل ۱۹۵۰) بازیکن بسکتبال اهل هند بود. وی در بازی‌های المپیک تابستانی ۱۹۸۰ شرکت کرده‌است.